# 41ste Oscaruitreiking
De 41ste Oscaruitreiking, waarbij prijzen worden uitgereikt aan de beste prestaties in films in 1968, vond plaats op 14 april 1969 in het Dorothy Chandler Pavilion in Los Angeles, California. De ceremonie had dit jaar geen presentator.
De grote winnaar van de 41ste Oscaruitreiking was Oliver!, met in totaal 11 nominaties en 5 Oscars.

## Winnaars

### Films
| Categorie               | Winnaar         | Regie               |
| ----------------------- | --------------- | ------------------- |
| Beste Film              | Oliver!         | Carol Reed          |
| Beste Buitenlandse Film | Oorlog en vrede | Sergej Bondartsjoek |
| Beste Documentaire      | Young Americans | Alexander Grasshoff |

### Acteurs
| Categorie                  | Winnaar                               | Film                             |
| -------------------------- | ------------------------------------- | -------------------------------- |
| Beste Mannelijke Hoofdrol  | Cliff Robertson                       | Charly                           |
| Beste Vrouwelijke Hoofdrol | Katharine Hepburn en Barbra Streisand | The Lion in Winter en Funny Girl |
| Beste Mannelijke Bijrol    | Jack Albertson                        | The Subject Was Roses            |
| Beste Vrouwelijke Bijrol   | Ruth Gordon                           | Rosemary's Baby                  |

### Regie
| Categorie       | Winnaar    | Film    |
| --------------- | ---------- | ------- |
| Beste Regisseur | Carol Reed | Oliver! |

### Scenario
| Categorie                | Winnaar       | Film               |
| ------------------------ | ------------- | ------------------ |
| Beste Origineel Scenario | Mel Brooks    | The Producers      |
| Beste Bewerkt Scenario   | James Goldman | The Lion in Winter |

### Speciale prijzen
| Categorie                        | Winnaar                     |
| -------------------------------- | --------------------------- |
| Honorary Award                   | Onna White en John Chambers |
| Jean Hersholt Humanitarian Award | Martha Raye                 |